# Seasons (álbum de Bing Crosby)
Seasons es un álbum de vinilo de Bing Crosby  del año 1977 que fue publicado por Polydor Records con el número de catálogo 2442 151. El álbum es importante ya que fue el último álbum de estudio completado por Crosby  antes de su muerte el 14 de octubre de 1977; el álbum se publicó póstumamente y se comercializó con el lema "The Closing Chapter ". La orquesta que colaborò con Crosby estuvo conformada por la orquesta de Pete Moore . Moore también hizo todos los arreglos para el álbum, que fue grabado en CBS Studios, Whitfield Street, Londres el 12, 13 y 14 de septiembre de 1977 a excepción de la canción "Spring Will Be a Little Late This Year" que fue grabada en United Western Recorders, Sunset Boulevard, Hollywood anteriormente el 19 de enero de 1976.
El álbum fue todo un éxito, ingreso a las listas musicales del momento permaneciendo siete semanas en el lugar número 25, el álbum fue lanzado en formato CD en el año 2010 por Collectors 'Choice Music (número de catálogo CCM2104), con varios bonus tracks inéditos. Las pistas 18-25 fueron tomadas de la última sesión de grabación de Bing en los estudios Maida Vale de la BBC, Londres, el 11 de octubre de 1977 con la orquesta de Gordon Rose . Los arreglos fueron realizados por Alan Cohen, para un programa de radio que se transmitió en BBC Radio 2 el 27 de diciembre de 1977.
Las pistas 13-17 fueron lecturas de poesía interpretradas por Crosby grabadas el 14 de septiembre de 1977 con fines benéficos y para su emisión a los diversos clubes de fans de Crosby, pero no se publicaron hasta el CD Collectors 'Choice en 2010.

## Recepción
Variety comentó: "Solo por ser un álbum de Crosby es una razón más que suficiente para comprarlo y mas aún si es su ultimo álbum . Al mismo tiempo el álbum resulta ser una maravillosa representación de los últimos años de Crosby".
Billboard lo revisó y dijo: "Este álbum está catalogado como la última grabación comercial del amado Crooner, que murió un mes después de grabar estas pistas. Este es un álbum conceptual en el sentido de que contiene 12 canciones las mismas que tratan sobre un momento específico del año y el paso del tiempo. Excelente combinación de temas entusiastas para cantar como "June Is Bustin 'Out All Over" y "Sleigh Ride" (con la presencia de algunas cantantes de fondo femeninas de alto nivel) , con melodías más sofisticadas y elusivas como "Autumn in New York" ".

## Lista de Canciones
Lado 1
| No. | Título                                   | Escritor(s)                           | Duración |
| --- | ---------------------------------------- | ------------------------------------- | -------- |
| 1.  | "Seasons"                                | Gilbert Bécaud, Ken Barnes            | 3:10     |
| 2.  | "On the Very First Day of the Year"      | Pete Moore, Ken Barnes                | 2:18     |
| 3.  | "June in January"                        | Ralph Rainger, Leo Robin              | 2:55     |
| 4.  | "Spring Will Be a Little Late This Year" | Frank Loesser                         | 2:58     |
| 5.  | "April Showers"                          | Buddy DeSylva, Louis Silvers          | 2:28     |
| 6.  | "June Is Bustin' Out All Over"           | Richard Rodgers, Oscar Hammerstein II | 3:17     |

Lado 2
| No. | Título                        | Escritores (s)                     | Duración |
| --- | ----------------------------- | ---------------------------------- | -------- |
| 7.  | "In the Good Old Summer Time" | George Evans, Ren Shields          | 2:45     |
| 8.  | "Summer Wind"                 | Heinz Meier / Johnny Mercer        | 3:50     |
| 9.  | "Autumn in New York"          | Vernon Duke                        | 3:26     |
| 10. | "September Song"              | Kurt Weill, Maxwell Anderson       | 3:50     |
| 11. | "Sleigh Ride"                 | Leroy Anderson, Mitchell Parish    | 3:10     |
| 12. | "Yesterday When I Was Young"  | Charles Aznavour, Herbert Kretzmer | 3:23     |

## Reedición del 2010
| N.º | Título (s)                                   | Escritor(s)                           | Duración |
| 1.  | "Seasons"                                    | Gilbert Bécaud, Ken Barnes            | 3:10     |
| 2.  | "On the Very First Day of the Year"          | Pete Moore, Ken Barnes                | 2:18     |
| 3.  | "June in January"                            | Ralph Rainger, Leo Robin              | 2:55     |
| 4.  | "Spring Will Be a Little Late This Year"     | Frank Loesser                         | 2:58     |
| 5.  | "April Showers"                              | Buddy DeSylva, Louis Silvers          | 2:28     |
| 6.  | "June Is Bustin' Out All Over"               | Richard Rodgers, Oscar Hammerstein II | 3:17     |
| 7.  | "In the Good Old Summer Time"                | George Evans, Ren Shields             | 2:45     |
| 8.  | "Summer Wind"                                | Heinz Meier, Johnny Mercer            | 3:50     |
| 9.  | "Autumn in New York"                         | Vernon Duke                           | 3:26     |
| 10. | "September Song"                             | Kurt Weill, Maxwell Anderson          | 3:50     |
| 11. | "Sleigh Ride"                                | Leroy Anderson, Mitchell Parish       | 3:10     |
| 12. | "Yesterday When I Was Young"                 | Charles Aznavour, Herbert Kretzmer    | 3:23     |
| 13. | "Around the Corner"                          | Anonymous                             | 1:17     |
| 14. | "If—"                                        | Rudyard Kipling                       | 1:49     |
| 15. | "The Singers"                                | Henry Wadsworth Longfellow            | 1:22     |
| 16. | "Lucy Gray"                                  | William Wordsworth                    | 3:23     |
| 17. | "The Slave's Dream"                          | Henry Wadsworth Longfellow            | 2:03     |
| 18. | "Feels Good, Feels Right"                    | Ken Welch, Mitzi Welch                | 2:36     |
| 19. | "Nevertheless"                               | Harry Ruby, Bert Kalmar               | 2:56     |
| 20. | "The Only Way to Go"                         | Marvin Hamlisch, Tim Rice             | 2:56     |
| 21. | "Summer Wind"                                | Heinz Meier, Johnny Mercer            | 4:16     |
| 22. | "The Night Is Young and You're So Beautiful" | Dana Suesse, Irving Kahal, Billy Rose | 3:50     |
| 23. | "There's Nothing That I Haven't Sung About"  | Lyn Duddy, Jerry Bresler              | 3:39     |
| 24. | "As Time Goes By"                            | Herman Hupfeld                        | 3:11     |
| 25. | "Once in a While"                            | Michael Edwards, Bud Green            | 2:53     |